# Францтал
Францтал (  — „Францова долина”) или Францестал је некадашње немачко насеље на територији данашњег Земуна, у подручју данашњих четврти Нови град, насеља Марија Бурсаћ и насеља Сава Ковачевић. 

## Историја
Немци су се населили у ослобођена и ненасељена подручја јужне Угарске у три велика таласа. Првим таласом управљао је Карло VI почетком 18. века. Другим је управљала Марија Терезија средином 18. века и тада се доселило 50.000 немаца. Трећи талас је досељен крајем 18. века, њиме је управљао Јосип II.
Подунавске Швабе из Баната покушавају у два наврата да колонизују погранични град Земун. Први пут 1815. нису успели, молба им је одбијена. Наредне године су успели,службену потврду дао им је цар Франц II 3. Новембра 1816. године. Додељено им је земљиште у горњем делу Земуна. Досељеници су му дали име Siegenthal (долина победе). На предлог полицијског комесара и магистрата у Земуну Ковачевића изабрано је коначно име Franzensthal ( Францова долина), према имену аустријског цара.
Због лоших услова већ се 1817. године део досељеника вратио назад. 1834. немци су подигли прву школу. 1862. године јевреји из Београда су се доселили у Земун. Након реформе Хабзбуршке монархије у Аустро-Угарску Францстал почиње нагло да се развија. Велико повећање становника и близина Земуна допринели су великом економском расту.
Односи са другим националностима су били без проблема. Немци су се највише бавили сточарством и ратарством. Положај Земуна је био веома важан, био је битно трговачко и индустријско средиште. Кроз Францстал је пролазила и шелезница. Црква св. Венделина грађена је од 1888. до 1892. у неоготичком стилу.1901. године подигнута је друга основна школа. 1905. године основано је ватрогасно друштво и мушко певачко друштво. Након Првог светског рата 1918. године распала се Аустро-Угарска и подунавске Швабе нашле су се подељене у три државе, а Францстал се нашао у Краљевини СХС. 1932. је Земун  припојен Београду. У другом светском рату био је под окупацијом НДХ. У савезничком бомбардованју црква св. Венделина јако је оштећена. 5. октобра 1944. Према налогу комунистичких власти црква је срушена 1955. године.
Немци су бежали на све могуће начине свим могућим превозним средствима у прадомовине Немачку и Аустрију; возом, запрежним колима, бродовима, коњима, аутомобилима, пешице. Део немаца је 5. децембра 1944. године, у 167 вагона стигао у Мондсе након четири недеље. Многи су одселили даље па их данас има у 18 држава на три континента, а већина је нову домовину нашла у Немачкој и Аустрији. У немачке куће усељени су досељеници из Херцеговине, Баније и Кордуна. После су већином срушене. На месту тих старих домова никла су нова земунска насеља, прво насеље Марије Бурсаћ, па насеље Сава Ковачевић.
Године 1975. у Салзбургу у Аустрији је основано друштво Verein der Franztaler Ortsgemeinschaft. Премда су стари Франзталци готово сви помрли, њихови потомци одржавају везе те годишње обљављују алманах с информацијама о францсталској дијаспори.
Године 1986. је у Мондсеу подигнут споменик у Карлсгартену. 1999. је у Мондсеу отворен музеј о Францсталу.